# Mue (Fluss)
Die Mue ist ein Fluss in Frankreich, der im Département Calvados in der Region Normandie verläuft. Sie entspringt im Ort Cheux, im südlichen Gemeindegebiet von Thue et Mue, entwässert generell Richtung Nordnordost und mündet nach rund 22 Kilometern im Gemeindegebiet von Reviers als rechter Nebenfluss in die Seulles.

## Orte am Fluss
(Reihenfolge in Fließrichtung)
- Cheux, Gemeinde Thue et Mue
- Saint-Manvieu-Norrey
- Rots
- Rosel
- Cairon
- Thaon
- Fontaine-Henry
- Reviers